# Louis Magnet
Louis Magnet (1575-1657) est un humaniste français.
Il est élevé chez les jésuites, enseigne la grammaire, les humanités, rhétorique et la théologie morale avant de devenir recteur à Reims, Metz et Charleville. 
Il soutenait la comparaison avec George Buchanan, qui avait aussi paraphrasé les psaumes de David, et passé pour être mieux entré dans l'esprit des écrivains sacrés.